# Szeptember 14.
Szeptember 14. az év 257. (szökőévben 258.) napja a Gergely-naptár szerint. Az évből még 108 nap van hátra.
Névnapok: Roxána. Szeréna + Armida, Armilla, Emerita, Rexana, Roxán,  Rozanna, Rozita, Szerénke, Szerénusz, Szerény, Szonóra

## Események
- 1294 – Monoszló Lodomér esztergomi érsek kiközösíti az esztergomi mészárosokat, mert az esztergomi káptalan sérelmére áthelyezték a mészárszéket.
- 1374 – V. Leó örmény királyt és feleségét Soissons Margit királynét Kis-Örményország fővárosában, Sziszben királlyá és királynévá koronázzák.
- 1374 – Oghruy Mária özvegy örmény királyné Sziszben feleségül megy Matthieu Chappes ciprusi lovaghoz, V. Leó örmény király koronázása alkalmából
- 1402 – Luxemburgi Zsigmond német-római császár, magyar és cseh király, fiúörökös nélküli halála esetére IV. Albert osztrák herceget teszi meg örökösévé.
- 1509 – Földrengés Konstantinápolyban, az Oszmán Birodalom fővárosában. Egy városrész teljesen romba dőlt. A katasztrófa 13 000 ember életét követelte.
- 1648 – Nemzeti zsinat Nagyszombatban.
- 1658 – Barcsay Ákost Erdély fejedelmévé választják.
- 1672 – Az enyickei csata: a bujdosók legyőznek egy császári sereget Kassa környékén.
- 1782 – Giuseppe Sarti Fra i due litiganti il terzo gode című operájának ősbemutatója a milánói Teatro alla Scalában.
- 1812 – A visszavonuló oroszok felgyújtják a Napóleon csapatai által megszállt Moszkvát.
- 1861 – Megnyitja kapuit a Széchenyi lánchíd budai hídfőjénél a Budai Népszínház.
- 1866 – George K. Anderson feltalálja az írógépszalagot.
- 1872 – Kitör Magyarországon az utolsó nagy kolerajárvány. A halálos áldozatok száma hivatalos kimutatás szerint 250 ezer.
- 1892 – Kossuth Lajos Budapest díszpolgára lesz.
- 1901 – Theodore Roosevelt lesz az Amerikai Egyesült Államok 26.  elnöke.
- 1911 – Kijevben merénylet áldozata lesz Pjotr Arkagyjevics Sztolipin orosz miniszterelnök, aki négy nappal később belehal sérüléseibe.
- 1914 – Lemond Helmuth Johannes Ludwig von Moltke német vezérkari főnök, helyére Erich von Falkenhayn lép.
- 1914 – A trinidadi ütközet során egy brit és egy német segédcirkáló vív tűzharcot egymással az Atlanti-óceán déli részén.
- 1930 – A német nemzetiszocialisták az országgyűlési választásokon első ízben érnek el magas szavazatarányt (18,3%), s 107 képviselővel (1928-ban 12 képviselőjük volt) a második legnagyobb parlamenti csoportot alkotják.
- 1944 – Brit-amerikai légitámadás éri a Budapesti Közlekedési Múzeumot. Az épület súlyosan megrongálódik, a repülőgép-gyűjtemény  teljesen megsemmisül. A kiemelkedően értékes (1:5 léptékű) vasúti-kocsi modellek nagy része elpusztul. Bombatámadás a tatai vasútállomás ellen. Devecserben amerikai vadászgépek támadnak egy magyar tehervonatra.
- 1954 − Végrehajtják a Szovjetunióban a tockojei kísérleti atomrobbantást.
- 1955 – Konrad Adenauer német szövetségi kancellár szovjet vezetőkkel tárgyal a Szovjetunióba hurcolt német hadifoglyok hazaszállításáról és a diplomáciai kapcsolatok felvételéről.
- 1957 – A Biztonsági Tanács elítéli a Szovjetunió magyarországi beavatkozását az 1956-os forradalom ellen.
- 1959 – A szovjet Luna–2 űrszonda becsapódik a Holdba.
- 1960 – Az olajtermelő országok az OPEC-be tömörülnek.
- 1964 – Walt Disney megkapja a Fehér Házban a Szabadságért érmet.
- 1984 – A Duna Kör felhívással fordul az osztrák közvéleményhez, tiltakozásul a bős–nagymarosi vízlépcsőrendszer megépítése ellen.
- 1992 – A hat legnagyobb szakszervezeti tömörülés több évig tartó viták után megállapodik a szakszervezeti vagyon felosztásáról. A kormány a megállapodáson kívül maradó kisebb szervezetekre hivatkozva csak három hónappal később hagyja jóvá a megállapodást.
- 1992 – Megkezdik (és október 18-áig befejezik) Budapest közterületeiről a korábbi rendszerhez köthető szobrok és emlékművek eltávolítását, a Szabadság-téren álló szovjet emlékmű kivételével. Az emlékműveket az e célra létrehozott Memento Parkban helyezik el.
- 1993 – Súlyos detonáció egy békásmegyeri panelházban, amelynek 7 halottja és 10 sebesültje van.
- 1994 – Megnyitják a 4 milliárd forintos költséggel újjáépített budapesti Nagyvásárcsarnokot.
- 2000 – Juan Antonio Samaranch 20 év után lemond a NOB elnöki pozíciójától.
- 2003 – Laky Zsuzsanna személyében magyar lány lesz Európa szépe a párizsi döntőn.
- 2007 – Elindul a japán Kaguja (SELENE) holdszonda.
- 2015 – A LIGO gravitációs hullámokat megfigyelő obszervatórium mindkét detektora gravitációs hullámokat észlel, ezzel igazolva Einstein utolsó elméletét.[1]

## Sportesemények
Formula–1
- 1980 –  olasz nagydíj, Imola - Győztes: Nelson Piquet  (Brabham Ford)
- 2003 –  olasz nagydíj, Monza - Győztes: Michael Schumacher  (Ferrari)
- 2008 –  olasz nagydíj, Monza - Győztes: Sebastian Vettel  (Toro Rosso Ferrari)

## Születések
- 0775 – IV. León bizánci császár, a Bizánci Birodalom császára († 780)
- 1486 – Agrippa von Nettesheim (er. neve: Heinrich Cornelius) német természetfilozófus, okkultista († 1535)
- 1745 – Bruna Xaver Ferenc magyar jezsuita rendi egyetemi tanár († 1817)
- 1760 – Luigi Cherubini itáliai születésű zeneszerző († 1842)
- 1791 – Franz Bopp német nyelvész, az összehasonlító nyelvtudomány egyik megalapítója († 1867)
- 1817 – István nádor (István Ferenc Viktor osztrák főherceg), József nádor fia († 1867)
- 1821 – Szelestey László magyar költő († 1875)
- 1830 – ifj. Lendvay Márton magyar drámai színész († 1875)
- 1852 – Cserháti Sándor magyar mezőgazdasági szakíró, gazdasági akadémiai tanár († 1909)
- 1859 – Jānis Čakste lett politikus, az ország első elnöke († 1927)
- 1864 – Viscount Cecil of Chelwood (er. Lord Robert Cecil), angol Nobel-békedíjas politikus († 1958)
- 1882 – Boczonádi Szabó Imre  magyar miniszteri számvizsgáló, lapszerkesztő, méhész, országgyűlési képviselő († 1969)
- 1887 – Karl Taylor Compton fizikus, atombomba-tudós († 1954)
- 1890 – Horváth Ferenc jogász, gyáros, országgyűlési képviselő († ?)
- 1901 – Andrej Andrejevics Vlaszov szovjet-orosz katonatiszt, a Vörös Hadsereg tábornoka, német kollaboráns († 1946)
- 1902 – Nyikolaj Iljics Kamov szovjet repülőgéptervező, vezetésével a Kamov-tervezőirodában fejlesztették ki a Ka típusjelű helikoptereket († 1973)
- 1907 – Solomon Asch amerikai pszichológus († 1996)
- 1910 – Jack Hawkins angol színész („Ben-Hur”) († 1973)
- 1910 – Rolf Liebermann svájci zeneszerző („Leonore”) († 1999)
- 1917 – Mack Hellings amerikai autóversenyző († 1951)
- 1918 – Georges Berger belga autóversenyző († 1967)
- 1919 – Ranódy László Kossuth-díjas magyar filmrendező († 1983)
- 1920 – Simonyi Imre magyar költő, újságíró, szerkesztő († 1994)
- 1920 – Alberto Calderón argentin matematikus († 1998)
- 1920 – Mario Benedetti (teljes neve Mario Orlando Hamlet Hardy Brenno Benedetti Farugia) uruguayi újságíró, esszéista, költő, író († 2009)
- 1922 – Rozsos István magyar színész († 1963)
- 1929 – Hans Clarin, német színész († 2005)
- 1932 – Rónai András (Avraham Ronay) magyar származású izraeli színész († 1994)
- 1934 – Gáti Károly (Charles Gati) magyar származású amerikai közíró, történész
- 1936 – Nicol Williamson skót színész (Merlin az „Excalibur”-ban) († 2011)
- 1938 – Leonard Frey komikus, színész („Hegedűs a háztetőn”) († 1988)
- 1942 – Czakó Gábor Kossuth-díjas magyar író, műkritikus, a nemzet művésze († 2024)
- 1945 – Dr. Kneffel Pál magyar orvos, osztályvezető főorvos, kórházi főtanácsos, Szombathely
- 1947 – Sam Neill északír születésű új-zélandi színész
- 1950 – Bruzsenyák Ilona Európa-bajnok atléta
- 1950 – Masami Kuwashima japán autóversenyző
- 1954 – Pálfy Margit magyar színésznő, előadóművész
- 1955 − XIV. Leó pápa, a katolikus egyház vezetője (2025−)
- 1956 – Gyurgyák János magyar történész, szociológus, lapszerkesztő, könyvkiadó
- 1957 – Steven Jay Russell hírhedt texasi csaló
- 1959 – Morten Harket, az A-ha norvég együttes énekese
- 1960 – Róth Antal magyar labdarúgó, edző
- 1960 – Melissa Leo Oscar- és Golden Globe-díjas amerikai színésznő
- 1962 – Tompos Zoltán korábbi nemzetközi partbíró, asszisztens, labdarúgó-játékvezető.
- 1964 – Novák Eszter Jászai Mari-díjas rendező
- 1967 – Xantus Barbara magyar színésznő, filmszínésznő, szinkronszínész
- 1968 – Dorogi Barbara magyar színésznő, énekesnő
- 1970 – Térey János magyar író, költő, műfordító († 2019)
- 1973 – Pavel Novotný cseh labdarúgó
- 1977 – Ferenczi István magyar válogatott labdarúgó, jelenleg a Ferencváros csatára
- 1978 – Ron DeSantis amerikai politikus, ügyvéd
- 1979 – Balaskó Iván magyar labdarúgó, jelenleg a Paksi FC játékosa
- 1980 – Jordán Adél magyar színésznő
- 1981
  - Taylor Milne kanadai sprinter
  - Miyavi, japán rockzenész
- 1983 – Amy Winehouse többszörös Grammy-díjas angol énekesnő, dalszerző († 2011)
- 1984 – Adam Lamberg amerikai színész
- 1986 – A.J. Trauth amerikai színész
- 1987 – Manuel Koll osztrák műkorcsolyázó
- 1989
  - Jesse James amerikai színész
  - Logan Henderson – amerikai színész, énekes
  - I Dzsongszok – dél-koreai modell, színész

## Halálozások
- 0258 – Karthágói Szent Ciprián, karthágói püspök (* 200 körül)
- 0891 – VI. István pápa
- 1321 – Dante Alighieri olasz költő, az „Isteni színjáték” szerzője (* 1265)
- 1712 – Giovanni Domenico Cassini olasz származású francia csillagász (* 1625)
- 1851 – James Fenimore Cooper amerikai író, a „Bőrharisnya” és más indiántörténetek szerzője (* 1789)
- 1882 – Georges Leclanché francia kémikus (* 1839)
- 1901 – William McKinley az Amerikai Egyesült Államok 25. elnöke, hivatalban 1897–1901-ig (* 1843)
- 1905 – Pierre Savorgnan de Brazza felfedező, a Kongó vidékének feltárója (* 1852)
- 1915 – Abonyi Andor (er. Auszterlitz Andor) magyar költő, szerkesztő (* 1887)
- 1916 – José Echegaray y Eizaguirre spanyol drámaíró, politikus (* 1832)
- 1926 – Rudolf Christoph Eucken Nobel-díjas német filozófus (* 1846)
- 1927 – Isadora Duncan amerikai táncosnő (* 1877)
- 1937 – Tomáš Garrigue Masaryk cseh filozófus, politikus, Csehszlovákia első köztársasági elnöke (* 1850)
- 1971 – Fenyő Andor Endre Munkácsy Mihály-díjas festőművész, műkritikus (* 1904)
- 1979 – Pátzay Pál magyar szobrászművész, éremművész (* 1896)
- 1982 – Grace Kelly Oscar-díjas amerikai színésznő, 1956-tól monacói hercegné (* 1929)
- 1984 – Janet Gaynor, az első színésznő, aki megkapta a legjobb női főszereplő Oscar-díjat, mellyel három filmben nyújtott alakításáért tüntették ki 1928-ban, ez egyedülálló a Filmakadémia történetében. (* 1906)
- 1986 – Galambos Lajos magyar író, dramaturg (* 1929)
- 1986 – Vargha Kálmán magyar irodalomtörténész, kritikus, bibliográfus (* 1925)
- 1991 – Julie Bovasso amerikai színésznő („Saturday Night Fever”) (* 1930)
- 1992 – Jankó József magyar agrárközgazdász, egyetemi tanár (* 1909)
- 1993 – Bólya Péter magyar író (* 1944)
- 1999 – Bozay Attila magyar zeneszerző (* 1939)
- 2006 – Hargitay Miklós magyar származású amerikai testépítő világbajnok (* 1926)
- 2007 – Sipos András magyar színész, zenész (* 1954)
- 2009 – Patrick Swayze amerikai színész (* 1952)
- 2010 – Gennagyij Ivanovics Geraszimov szovjet-orosz politikus, külügyi szóvivő, nagykövet (* 1930)
- 2017 – Mőcsényi Mihály Kossuth-díjas magyar kertészmérnök, tájépítész, egyetemi tanár (* 1919)
- 2020 – Bertók László Kossuth-díjas magyar költő, író (* 1935)
- 2021 – Póka Egon Máté Péter-díjas magyar basszusgitáros, zeneszerző (* 1953)
- 2022 – Wittner Mária 1956-os forradalmár, országgyűlési képviselő (* 1937)
- 2022 – Irene Papas görög színésznő, énekesnő (* 1929)

## Nemzeti ünnepek, emléknapok, világnapok
- A keresztény egység napja
- A katolikus, jótékonykodó nemes asszonyokat tömörítő Csillagkeresztes Rend ünnepnapja
- Nicaragua: A San Jacintó-i csata ünnepe, 1856

## Vallási ünnepek
- Szent Kereszt felmagasztalása(wd) ünnepe